# Sapajou à grosse tête
Espèce
Synonymes
- Sapajus apella macrocephalus Cebus apella macrocephalus Spix, 1823 (préféré par NCBI)[2]
- Sapajus macrocephalus[2]

Statut de conservation UICN

 LC  : Préoccupation mineure
Le Sapajou à grosse tête (Sapajus macrocephalus) est une espèce de singes du Nouveau Monde de la famille des Cebidae. 
Il est désormais considéré comme une espèce à part entière (Sapajus macrocephalus),.

## Noms vernaculaires
- Sapajou à grosse tête ;
- Large-headed tufted capuchin ;
- Macaco prego (Brésil) ;
- Machin negro (Pérou) ;
- Koshiri (ethnie matsigenka du parc national de Manú, Pérou) ;
- Yana machin (Équateur).

Les Indiens de Colombie amazonienne le surnomment tíyo (en référence à son cri) ou mekú (cours moyen du Río Caquetá) mais dans ce pays son surnom espagnol le plus fréquent est maicero, du fait de sa fâcheuse propension à faire des razzias dans les champs de maïs.

## Distribution
On le trouve dans le Nord-ouest de l’Amérique du Sud en Amazonie occidentale, dans la moitié Est de la Colombie, à l'Est de l’Équateur et du Pérou, au Nord-ouest du Brésil (États d’Acre et d’Amazonas) et à l'extrême nord de la Bolivie dans le département du Pando (au nord du Río Madre de Dios). Il s’étend à l’est jusqu’au Rio Madeira, au nord jusqu’à l’Amazone et le Rio Japurá (et peut-être le Rio Negro) puis vers le nord de la Cordillère orientale en Colombie, au sud jusqu’au nord de la Bolivie et peut-être jusqu’au centre de ce pays.

## Sous-espèces
Les pseudo-taxons fatuellus et magnus (Colombie), peruanus et maranonis (Pérou), sagitta et pallidus (Bolivie) seraient synonymes de macrocephalus.

## Habitat
- Forêt pluviale de plaine ;
- Forêt humide de montagne (aux pieds des Andes péruviennes) jusqu’à 2 700 m d’altitude ;
- Llanos à saison sèche (Colombie).

## Sympatrie et association
Dans le PN de la Manu (sud-est du Pérou), il cohabite avec le capucin à front blanc (C. (C.) albifrons) : le sapajou évolue entre 5 et 20 m de haut dans des arbres à couronne réduite (moins de 10 m de diamètre) qui lui fournissent les deux tiers de son régime tandis que le capucin préfère la canopée (au-dessus de 20 m) des arbres à grande couronne (jusqu’à 55 m de diamètre). Leur association prend fin à la saison sèche, le capucin à front blanc évinçant alors le capucin brun des sites fruitiers.
Il s’associe aussi avec le saki chamois (Pithecia albicans).

## Description
La crête sagittale du mâle adulte est peu développée. Son pelage est court et soyeux. Les épaules, le dos, la croupe et les flancs sont marron roussâtre. Sa raie dorsale marron noirâtre, est nette mais interrompue à mi-dos. Son ventre, son thorax et sa gorge sont roux. 
La surface latérale des bras est marron avec des taches claires ou sombres, sa surface médiale des bras, roussâtre et sa surface latérale des jambes, marron roussâtre. La surface médiale des jambes est rousse, la queue marron roussâtre dessus et dessous, avec un pinceau noir contrastant. Sa nuque est aussi marron roussâtre. Il porte une couronne noire avec de très petites touffes à peine visibles. Sa tête est divisée en trois zones triangulaires dont une centrale plus large, formant en tout quatre zones claires. Ils portent des favoris et tract préauriculaire noirs ainsi qu'une barbe courte.
Les variations individuelles sont relativement peu importantes. Elles concernent surtout le dessin de la tête et la raie dorsale, ainsi que de subtiles nuances de marron sur le corps.

### Domaine
Fluctuant en fonction des régions et des saisons à la Manu, il en occupe essentiellement le cœur. En Colombie, les domaines se chevauchent sur 40 % au moins et divers groupes peuvent s’alimenter côte à côte sans antagonisme.

### Densité
Elle est  de 30,4 (Ayo), 20,4 (Pintadillo) et 30,9 (Caparú), à l’extrême sud de la Colombie.

### Locomotion
C'est un quadrupède à la queue préhensile. 

### Comportements basiques
C'est un animal diurne et arboricole.

## Activités
Il  parcourt chaque jour de 1,8 à 2,1 km (Manu) et utilise toujours les mêmes routes dans les arbres. Il voyage bruyamment et on peut l’entendre à plusieurs dizaines de mètres à la ronde. Aux heures les plus chaudes de la journée, il se repose sur une branche ou s’adonne au grooming. À la nuit tombée, il s’endort dans un nid végétal, souvent dans un palmier.

## Alimentation
Il est quasi-omnivore à tendance frugivore. Quelque 96 espèces de plantes figurent à son menu dans le PN de la Manu (sud du Pérou) : ses fruits favoris sont les figues et les graines des palmiers shapaja (Scheelea weberbaueri) consommées à longueur d’année. Durant la saison sèche en avril-juin, il se rabat sur les noix de palme du huicungo (Astrocaryum murumuru) et de mai à juillet il brise les noix de palme du pona (Iriartea ventricosa). Il consomme aussi le nectar des lianes combrétums (Combretum assimile) et d’arbre-corail (Erythrina ulei) en juillet-août puis du sapote (Quararibea cordata) en août-septembre. Ici, les arthropodes constituent 17 % de son apport protéinique.
Dans le PN de Pacaya-Samiria (nord du Pérou), il consomme surtout les noix des palmiers aguaje (Mauritia flexuosa) - à longueur d’année - et shapaja (Scheelea cephalotes), en moindre quantité les noix du palmier chambira (Astrocaryum chambira), du palmier huicungo (Astrocaryum murumuru), du palmier cavaja (Mauritiella peruviana) et du palmier à échasses (Socratea exorrhiza), les fruits durs de l’ayahuma (Couroupita subsessilis), d’un machimango (Eschweilera sp.) du sachamangua (Grias peruviana) et d’un membrillo (Gustavia sp.), les fruits du mombin (Spondias mombin), du marirana (Coupea subcordata), d’un copalier (Copaifera sp.), d’un laurier (Ocotea sp.), de trois espèces d’inga (Inga spp.), d’un gnetum (Gnetum sp.), du charichuelo (Rheedia acuminata), d’un abuta (Abuta sp.), d’un matapalo (Coussapoa sp.), de trois espèces de figuier (Ficus spp.), d’une myrtacée (Calycorectes sp.), d’une passiflore (Passiflora sp.), du sapotillier (Manilkara zapota) et d’un poutérier (Pouteria sp.).
Au Brésil, il contribue de façon significative à la dispersion des graines du jatobá (Hymenaea courbaril) dont il éclate la gousse pour en consommer la pulpe sèche et celles du palmier patauá (Oenocarpus bataua).
Au sud de la Colombie, il a une préférence pour les gousses d’ingá (Inga sp.), les noix du palmier Attalea regia, les fruits de l’ukúyu (Macoubea witotorum) et ceux du guacure (Poraqueiba sericea) - il grappille ces derniers par dizaines sans vraiment les manger.
En Amazonie centrale, selon Marc van Roosmalen, les fruits du châtaignier du singe (Cariniana micrantha) constituent une ressource clé à la fin de la saison sèche, dont il casse la coque très dure en la frappant contre une branche plate.

## Taille du groupe
11 (de 1 à 20). 7,2 (Ayo), 5,3 (Pintadillo) et 7 (Caparú), à l’extrême sud de la Colombie. 10 (de 2 à 13), dans les Sierras de Contamana, Pérou (d’après Aquino et al.).

## Structure sociale et système de reproduction
Groupe multimâle-multifemelle, il est polygame. Son sex-ratio est de 1.

### Reproduction
La femelle met bas tous les 22 à 25 mois. Un seul petit naît de 200 à 250 g après 5-6 mois de gestation (142 à 180 jours) entre octobre et janvier au Pérou (Manu), entre mars et avril au sud de la Colombie. La période des naissances commence à la fin de la saison sèche.

### Développement
Le nouveau-né est entièrement dépendant de sa mère, à la fourrure de laquelle il s’accroche constamment durant cinq semaines. À 1 mois, il lui arrive de se reposer sur le dos d’un voisin. À 2 mois, il s’assoit à côté de sa mère, commence à se mouvoir seul et est transporté régulièrement par des proches. À 3 mois, il commence son sevrage et joue avec d’autres jeunes. Jusqu’à 6 mois, il reste tout de même la majeure partie du temps sur le dos de sa mère et dort avec elle. C’est à partir de ce moment qu’un mâle adulte s’intéresse plus particulièrement au juvénile, généralement l’ami de la mère et pas nécessairement le père génétique. Sevrage vers 9-12 mois. Enfant jusqu’à 6 mois, juvénile entre 6 et 24 mois, subadulte entre 24 et 42 mois. Pleine maturité sexuelle à 56 mois (F) et 84 mois (M).

### Prédateurs
Il a pour prédateurs les grands félins, les boas, les aigles et les faucons.

## Conservation
- Parc national de la Sierra Nevada del Cocuy (limite nord de l’espèce),
- P. régional d’Ucumarí,
- S. d’Otún Quimbaya,
- PN de la Macarena,
- RN de Nukak,
- RN de Puinawai (Colombie),
- R. de Cuyabeno (Équateur),
- PN de Pacaya-Samiria,
- PN de la Manu,
- R. d’Amarakaeri,
- R. nationale du Tambopata et PN de Bahuaja-Sonene,
- Zone réservée du haut Río Purús (Pérou),
- RE du Río Tahuamanú (Bolivie),
- R. de Mamirauá,
- R. d’Amanã (ou apella, incertain),
- PN de Jaú (ou apella, incertain),
- R. d’Uwasu,
- R. de Piagaçu-Purús,
- R. de Catuá-Ipixuna et PN de la Serra do Divisor (Brésil).